# Shopping Mueller
O Shopping Mueller é um shopping center de Curitiba, inaugurado em setembro de 1983, e possui uma filial em Joinville.
O primeiro espaço destinado exclusivamente para um grande centro de compras em Curitiba, ocupa as antigas instalações de uma metalúrgica, a Mueller & Irmãos LTDA, sendo um prédio histórico, do final do século XIX.